# Fernando Vallejo
Fernando Vallejo Rendón  (født 24. oktober 1942 i Medellin) er en colombiansk forfatter, biolog og filminstruktør.